# Толстой, Илларион Николаевич
Илларион Никола́евич Толсто́й (10 октября 1832 — 15 апреля 1904) — генерал-лейтенант из рода Толстых, участник русско-турецкой войны 1877—1878 гг., брат Александра и Михаила Толстых.

## Биография
Представитель нетитулованной ветви Толстых. Сын генерала от инфантерии Н. М. Толстого, внук А. З. Хитрово, правнук М. И. Кутузова. Назван в честь отца последнего.
19 января 1843 года поступил в Пажеский корпус. 8 августа произведён в прапорщики Лейб-гвардейского Преображенского полка, по Высочайшему повелению 16 августа 1851 года назначен для следования с батальоном, отправлявшимся в Москву, из этой командировки. Вместе с батальоном возвратился 18 сентября того же года. С 6 декабря 1853 года подпоручик, с 22 августа 1854 года поручик. С 9 марта по 6 сентября Иван Николаевич находился в составе войск охранявших прибрежье Санкт-Петербургской и Выборгской губернии, по случаю Восточной войны. После вступления на престол императора Александра II, 19 февраля 1855 года Иллариону Николаевичу в числе прочих бывших подчинённых Его Величества, объявлено монаршее благоволение.
19 марта 1856 года он был утверждён командиром роты, а 15 апреля произведён в штабс-капитаны. Затем с 19 июля по 20 сентября он находился в Москве в составе отряда войск Гвардейского и Гренадерского корпусов, собранных там по случаю Священного Коронования Их Императорских Величеств.
По случаю упразднения одной из стрелковых рот 18 сентября 1857 года он был переименован в субалтерн-офицеры. 17 мая 1858 года Илларион Николаевич был уволен в 11 месячный отпуск, но по болезни этот отпуск был продлён ещё на 3 месяца и 28 дней. 25 марта 1860 года он был назначен делопроизводителем по квартирмейстерской части полкового хозяйственного комитета. Через год 19 апреля он был назначен командиром роты, а 17 апреля пожалован во флигель-адъютанты и вслед затем. 21 апреля отчислен от фронта в Свиту Его Величества. В капитаны Илларион Николаевич произведён 16 апреля 1863 года, в полковники — 4 апреля 1864 года. С 17 сентября и по 17 октября 1866 года Илларион Николаевич по Высочайшему повелению, находился при Принце Вертембергском, во время пребывания Его Высочества в Санкт-Петербурге.
16 апреля 1867 года он награждён орденом Святого Владимира 4-й степени, и в этом же году с 17 по 29 октября находился при Короле Эллинов, во время пребывания Его Величества в Санкт-Петербурге. 30 августа 1869 года он награждён орденом Святой Анны 2 степени, 17 августа 1871 года он был командирован в город Цетинье, для восприятия от купели, Именем Его Величества, новорождённого сына Князя Черногорского Николая- Даниила Александра, причём ему был пожалован орден Князя Даниила 1 степени.

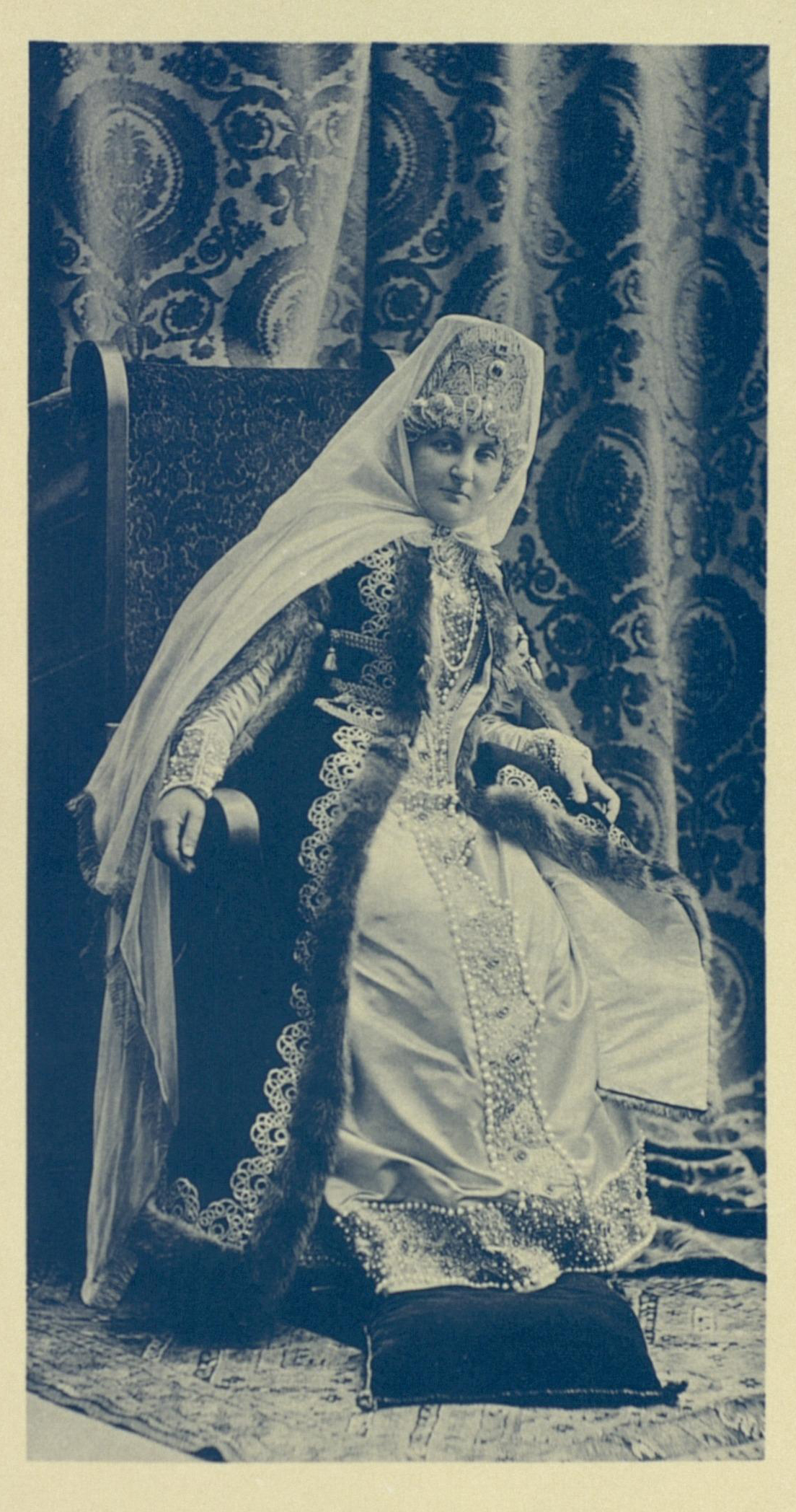
Надежда Илларионовна Танеева, дочь

С 10 марта по 26 апреля 1872 года находился при принце Вильгельме Баденском. 17 апреля награждён орденом Святого Владимира 3 степени. С 15 декабря 1873 года по 20 января 1874 года находился при наследном принце Датском.
За отличие по службе Илларион Николаевич произведён в генерал-майоры, с назначением в Свиту Его Величества и с зачислением по армейской пехоте. С началом войны 1877—1878 он был командирован в Кишинёв для состояния при Его Величестве. 18 апреля он Высочайше назначен в распоряжение Августейшего Главнокомандующего Дунайской Армией. После переправы русских войск через реку Дунай у города Галаца Илларион Николаевич 9 июня 1877 года был послан Государем Императором на неприятельский берег в отряд генерала Жукова, для объявления сражавшимся войскам Монаршего благоволения и для раздачи знаков отличия Военного ордена, по личному назначению Его Величества.
С 25 июня он находился при 9-м армейском корпусе, с которым участвовал в движении к крепости Никополю и при взятии её за отличие награждён золотой саблей с надписью «За храбрость». 7 июля того же года Илларион Николаевич по Высочайшему повелению был  командирован в Санкт-Петербург для отвоза туда знамён, взятых в крепости Никополе. Илларион Николаевич получил серебряный вензелевый знак в память нахождения при Государе Императоре в Действующей Армии.
30 августа 1880 года награждён орденом Святого Станислава 1 степени, по Высочайшему повелению, он состоял в 1881 году при ландграфе Фридрихе Гессенском, во время Его пребывания в Санкт-Петербурге, и в 1883 году при князе Николае Черногорском во время Его пребывания в Москве при Священном Короновании в Бозе почивающего Императора Александра III. 1 января 1885 года награждён орденом Святой Анны 1 степени, 30 августа 1885 года произведён в генерал-лейтенанты с зачислением в запас армейской пехоты и 2 июня 1888 года уволен в отставку. Скончался в 1904 году.

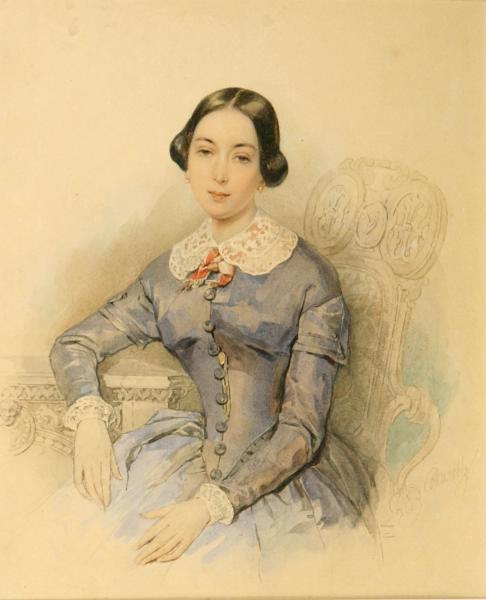
Александра Толстая

## Семья
Жена (с 12 мая 1857 года) — княжна Александра Александровна Голицына (1823—1918), фрейлина двора, дочь статс-секретаря А. Ф. Голицына и наследница кутайсовской усадьбы Рождествено (в Звенигородском уезде). По словам графа С. Д. Шереметева, «Алина Толстая была музыкальна, сочиняла и играла очень хорошо на фортепиано. Муж её был скучен, преисполнен важности и деловитости, жена при всём таланте была не без претензии и аффектации и чересчур уж нервна. Странная, с маленькими прищуренными глазками, она импровизировала и находилась нередко «в состоянии аффекта». Её романс «Нет, не тебя так пылко я люблю» был очень недурен. С нею делались иногда нервные припадки. По воспитанию она была совершенная иностранка, казалась непонятою и жила в атмосфере мечтательности». В браке родились:
- Надежда (03.11.1860—1937), замужем за камергером Александром Танеевым; дочь Анна (Вырубова).
- Екатерина (06.04.1862—1916), фрейлина, замужем (с 24 февраля 1888 года)[2] за Николаем Дмитриевичем Всеволожским (1860—05.06.1891), умер от размягчения мозга в Париже.

- Прапорщик (08.08.1843)[3]
- Подпоручик (06.12.1853)
- Поручик (22.08.1854)
- Штабс-капитан (15.04.1856)
- Флигель-адъютант (17.04.1860)
- Капитан (16.04.1863)
- Полковник (04.04.1864)
- Генерал-майор Свиты (30.08.1875)
- Генерал-лейтенант (30.08.1885)

российские:
- Орден Святой Анны 2 ст. (1869)
- Орден Святого Владимира 3 ст. (1872)
- Золотая сабля «За храбрость» (1877)
- Орден Святого Станислава 1 ст. (1880)
- Орден Святой Анны 1 ст. (1884)

иностранные:
- Вюртенбергский Орден Фридриха 2 ст. (1866)
- Греческий Орден Спасителя командорский крест (1867)
- Черногорский Орден Данило I 1 ст. (1871)
- Баденский Орден Церингенского льва 2 ст. с листьями (1872)
- Датский Орден Данеброга 1 ст. (1874)
- Гессен-Дармштадтский Орден Филиппа Великодушного 1 ст. с мечами (1881)